# Famille Vicaire
La famille Vicaire est une famille française originaire d'Ambérieu-en-Bugey dans le département de l'Ain.

## Liens de filiation entre les personnalités
- Jean Baptiste Vicaire (3 mars 1771 à Saint Vulbas - 4 avril 1857 à Ambérieu-en-Bugey), greffier de la justice de paix du canton d'Ambérieu, membre du conseil général de l'Ain, notaire à Ambérieu-en-Bugey. Le 30 brumaire an VII (20 novembre 1798) à Ambérieu en Bugey, il épouse Jeanne Marie Clémence Sirand.
  - Antoine Vicaire  (23 décembre 1801 à Ambérieu-en-Bugey - 28 mai 1889 à Ambérieu-en-Bugey), notaire,  maire d'Ambérieu-en-Bugey, président du comice agricole. Le 27 février 1832 à Ambérieu-en-Bugey, il épouse Françoise Gabrielle Clémence Cozon.
    - Henri Vicaire (18 novembre 1837 à Ambérieu-en-Bugey - 29 août 1920 à Ambérieu-en-Bugey) notaire à Ambérieu-en-Bugey, conseiller général du canton d'Ambérieu-en-Bugey (1871-1880), maire d'Ambérieu-en-Bugey (1888-1892).
    - Eugène Vicaire (28 avril 1839 à Ambérieu-en-Bugey – 18 janvier 1901 à Paris 5e), polytechnicien, inspecteur général des mines à Saint-Etienne à son mariage[1]. Il épouse Marguerite Roger.
      - Jules Vicaire (28 septembre 1868 à Conliège - 18 janvier 1962 à Lyon), polytechnicien (X 1887), inspecteur général des Ponts et Chaussées. Le 13 octobre 1897 à Nevers, il épouse Thérèse Vialla (1875-1902). Veuf, il épouse en secondes noces le 27 juillet 1904 à Trévoux, Antoinette Valentin-Smith[2].
        - (2) Paul Louis Marie Vicaire dit Marie-Humbert Vicaire (1906 – 1993), religieux dominicain, historien chrétien.

  - Henri Vicaire (1802 – 1865) directeur général des forêts, commandeur de la légion d'honneur.
    - Georges Vicaire (1853-1921), bibliophile et bibliographe.
      - Marcel Vicaire (1893-1976) peintre orientaliste, graveur, sculpteur, illustrateur.

  - Alphonse Vicaire (22 décembre 1812 à Ambérieu-en-Bugey - 3 octobre 1874 à Ambérieu-en-Bugey), receveur de l'enregistrement (1842) et des domaines à Belfort (1848), conservateur des hypothèques. Le 12 avril 1842 à Pont-de-Veyle, il épouse Élisa Pitet.
    - Gabriel Vicaire (1848-1900) poète qui chante la Bresse et la Bretagne.